# KDDI

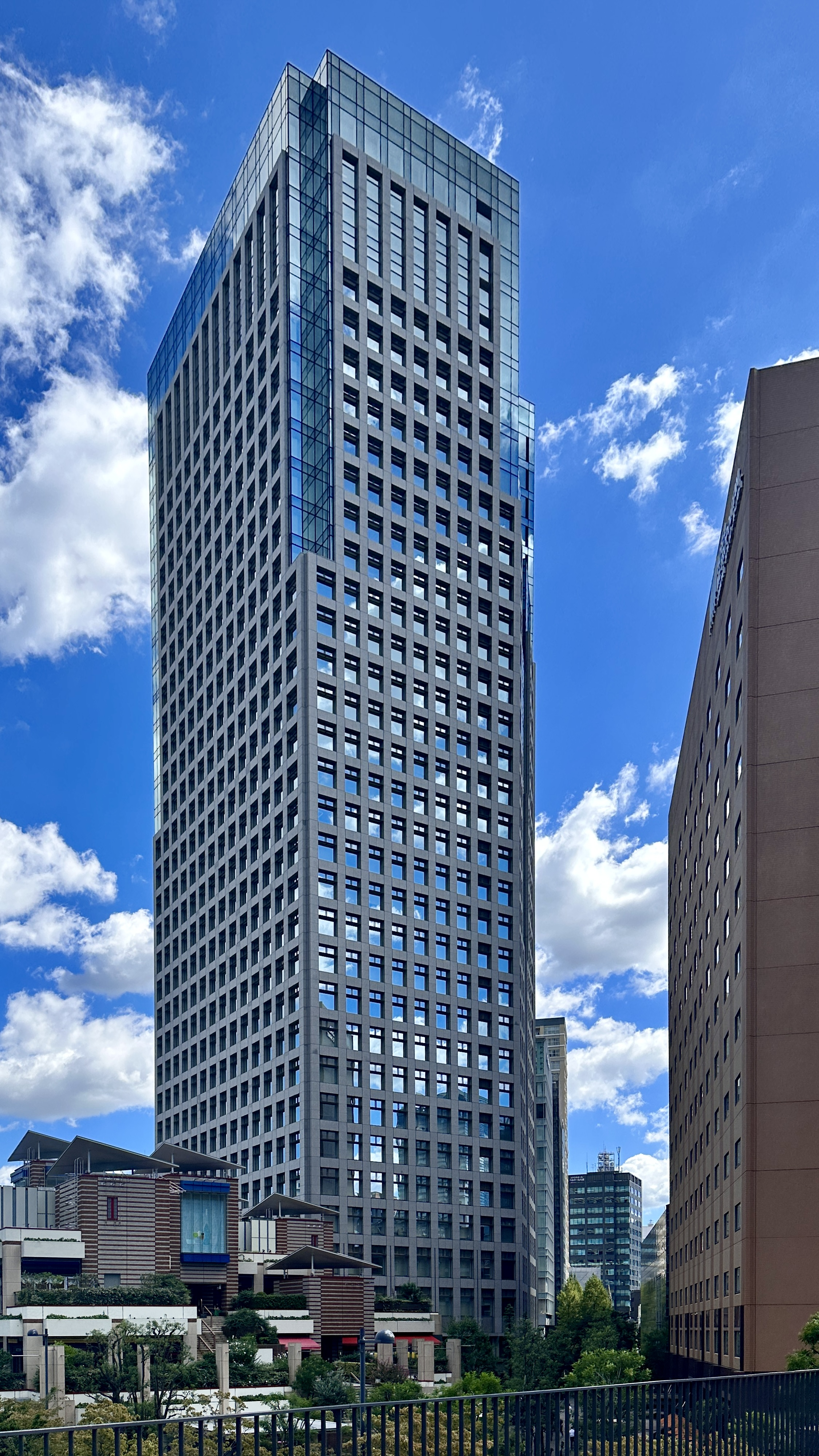
Der Firmensitz von KDDI befindet sich im Garden Air Tower in Iidabashi, Chiyoda.

KDDI K.K. (jap. KDDI株式会社, KDDI Kabushiki Gaisha, engl. KDDI Corporation) ist ein japanisches Telekommunikationsunternehmen, das im Nikkei 225 gelistet ist. Es bietet Festnetz- und Mobiltelefondienste, Breitbandinternetdienstleistungen, Rechenzentren (Telehouse) und Unternehmensnetzwerke an und ist der Hauptkonkurrent von Marktführer NTT im japanischen Telekommunikationssektor.

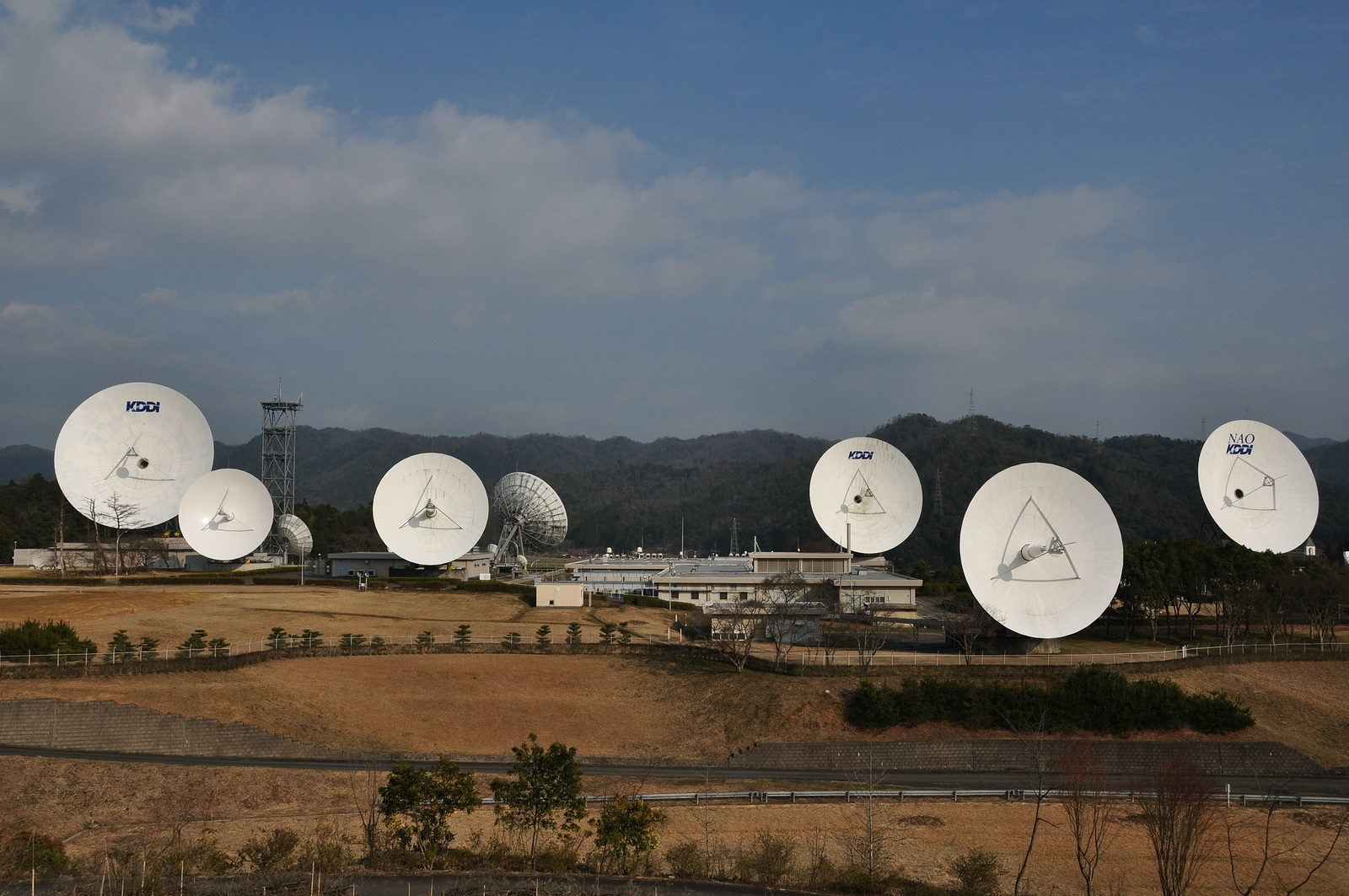
KDDI Satellitenstation

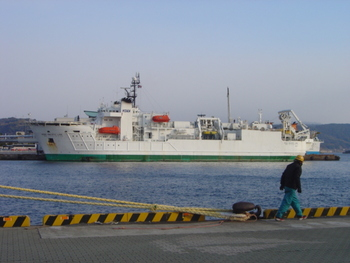
KDDI Kabelverleger

KDDI belegt Platz 219 auf der Global FORTUNE Liste und den Platz 141 der Forbes-Liste „The World’s Biggest Public Companies“.
KDDI entstand im Oktober 2000 durch die Fusion der Unternehmen KDD (japanisch 国際電信電話株式会社, Kokusai Denshin Denwa K.K.), DDI (Daini Denden Inc., 第二電電企画株式会社) und IDO (日本移動通信株式会社, Nippon Idō Tsūshin K.K.).
Im Mobilfunkmarkt arbeitet KDDI mit den Marken au/kddi und Tu-Ka/kddi mit zusammen rund 28 Millionen Kunden und einem Umsatz von 2,6 Billionen Yen und der Tochtergesellschaft Okinawa Cellular Telephone in Konkurrenz mit Marktführer NTT DoCoMo. Als Internetdienstanbieter hat KDDI einen Marktanteil von 6,5 % bei den Glasfaserbreitbandkunden (FTTH: Fibre To The Home). Bei Festnetzgesprächen – seit der Marktliberalisierung 2001 mit freier Auswahl des Dienstanbieters ohne Notwendigkeit einer Vorwahl (Myline) – hat KDDI einen Marktanteil von 9 % bei Ortsgesprächen und 14,1 % bei Ferngesprächen.

## Geschichte

### Geschichte von KDD, DDI und IPO
1953 wird die Kokusai Denshin Denwa Co., Ltd. (KDD) gegründet.
1961 expandierte KDD nach Singapur.
1963 erfolgte die erste erfolgreiche Fernsehübertragung zwischen Japan und den USA in der Ibaraki Space Communications Research Facility.
1964 verlegte KDD zusammen mit der US-amerikanischen AT&T und einem hawaiianischen Telekommunikationsunternehmen das trans-pazifische Unterseekabel Nr. 1 (TPC-1) und nimmt die Dienste auf. Das TPC-1 (Trans Pacific Cable 1) war das erste Unterseekabel, das die Ninomiya Cable Landing Station in der Präfektur Kanagawa mit Guam verband und über Hawaii auf das US-amerikanische Festland führte. Es wurde am 19. Juni 1964 eröffnet. Mit einem koaxialen Unterseekabel hatte es eine geringe Kapazität von nur 128 Telefonleitungen und diente 26 Jahre lang bis 1990 der Kommunikation zwischen Japan und den USA. Im August trat KDD der INTELSAT (International Telecommunications Satellite Organization) bei.
Die Ibaraki Space Communications Experimental Station wurde im Dezember 1966 als Ibaraki Earth Station offiziell eingeweiht. KDD nahm den Dienst für die Erdstation Ibaraki in der Präfektur Takahagi Ibaraki auf. Beginn der TV-Übertragung zwischen Japan und den USA im selben Jahr. Diese Station diente nicht nur als Bodenstation für INTELSAT-Satellitenübertragungen aus dem Pazifischen Ozean, sondern auch für Fernsehsignale über PanAmSat und AsiaSat. Sie wurde am 16. März 2007 geschlossen.
Im Mai 1969 nahm KDD den Dienst für die Yamaguchi Earth Station in der Präfektur Yamaguchi auf. Es wurde eine Satellitenverbindung zwischen Japan und Europa eingerichtet.
1972 wurde KDD Europe mit Hauptsitz in London gegründet.
Im März 1973 nahm KDD den Dienst International Direct Dialing (IDD) auf.
Zum März 1977 trat KDD der International Maritime Satellite Organization (INMARSAT) bei.
Am 1. Juni 1984 wurde die Daini Denden Inc. als Daini Denden Planning Company gegründet. Das Gründungskapital betrug damals 1,6 Milliarden Yen. Im August des Jahres wurde durch die Zuteilung neuer Aktien die Kapitalerhöhung auf 4 Milliarden Yen vollzogen. Auf 8 Milliarden Yen stieg das Kapital im November 1984. Ebenfalls im November wurde die Teleway Japan Corporation TWJ gegründet.
Eine Zeitenwende zeichnete sich ab und wurde im April 1985 mit der Einführung des Telekommunikationsgesetzes (Deregulierung des Telekommunikationssektors) vollzogen. Die 1984 gegründete DDI nahm 1985 ihre Tätigkeit auf.
1986 wurde Tokyo Telecommunication Network Co., Inc. (TTNet) wird als regionales Telekommunikationsunternehmen in Kanto gegründet.
Im März 1987 wurde NIPPON IDOU TSUSHIN CORPORATION (IDO) gegründet. Im Jahr 1988 führte IDO den Autotelefondienst mit dem analogen Hi-Cap-System ein. Damit drängte ein neuer Wettbewerber in den von NTT dominierten Autotelefonmarkt ein.
Zum 23. März 1989 erhöhte DDI das Kapital erneut, diesmal nur um 65 Millionen Yen auf 8,065 Milliarden Yen.
1989 nahm KDD Dienste über das 13.300 km lange Trans-Pazifik-Kabel Nr. 3 (TPC-3) auf, das erste Unterwasser-Glasfaserkabel im Pazifik. Ebenfalls wurde die Eröffnung von „Telehouse New York Teleport“ gefeiert, dem ersten Rechenzentrum im Raum New York, wodurch auch die Gründung von „KDDI America“ stattfand.
IDO führte 1989 den Handy Phone Service (ein kompaktes, leichtes Mobiltelefon) ein. Zusätzlich zu den traditionellen Schultertelefonen wurde damit ein handliches, kleines Mobiltelefon entwickelt. Mit seinem kompakten Gehäuse, das der Benutzer mit einer Hand halten kann, wurde es vermehrt im geschäftlichen Bereich eingesetzt. Über die Tochter KANSAI CELLULAR wurde das TACS-System eingeführt.
Das Jahr 1990 war geprägt von der Eröffnung von „Telehouse London Docklands North“, dem ersten speziell gebauten Rechenzentrum in Europa.
Eine weitere Kapitalerhöhung um 2,763 Mrd. Yen fand durch Zuteilung neuer Aktien am 1. April 1992 statt. Das Kapital der DDI betrug nach dieser Kapitalerhöhung 10,828 Milliarden Yen.
Am 3. September 1993 erhielt KDDI 17,025 Mrd. Yen aus dem Initial Public Offering (IPO). Das Kapital betrug nach dieser Kapitalerhöhung 27,853 Mrd. Yen. Die Aktien wurden in der zweiten Sektion der Tokioter Börse notiert.
1994 startete mit der verstärkten Möglichkeit Mobiltelefone zu kaufen seitens der privaten und unternehmerischen Endkunden. Zuvor konnten lediglich Geräte von den Telefongesellschaften mit einer teuren Kaution gemietet werden.
Zum 20. Mai 1994 wurde eine Aktiensplits im Verhältnis 1,1 zu 1 für Stammaktien durchgeführt. Im gleichen Jahr, am 2. August 1994, Split der Stammaktien, wobei der Nennwert von 50.000 Yen auf 5.000 Yen geändert wird (Verhältnis 1:10). Später im Jahr, 19. November 1994, Erzielung von 25,551 Milliarden Yen durch das öffentliche Angebot neuer Aktien. Das Kapital von DDI betrug nach dieser Kapitalerhöhung 53,404 Milliarden Yen.
Zum 1. September 1995 wechselte die DDI-Aktie aus der zweiten Sektion in die erste Sektion der Tokioter Börse.
Am 3. März 1998 gab DDI eine Kapitalerhöhung um 19,23 Mrd. Yen durch die Zuteilung neuer Aktien an die Kyocera Corporation bekannt. Kyocera wurde damit großer Anteilseigner an DDI. Das Kapital betrug 72,634 Milliarden Yen nach dieser Kapitalerhöhung.
Zum 30. September 2000 fand eine Kapitalerhöhung um 60,001 Mrd. Yen durch die Zuteilung neuer Aktien von DDI an die Toyota Motor Corporation statt. Das Kapital betrug nach dieser Kapitalerhöhung 132,636 Mrd. Yen.

### Geschichte ab KDDI
Am 1. Oktober 2000 fusionierte KDD Corporation und IDO CORPORATION. Das Fusionsverhältnis wurde auf eine Aktie der DDI CORPORATION für 92,1 Aktien der KDD Corporation und 2,9 Aktien der IDO CORPORATION festgelegt. Die Kapitalerhöhung um 6,726 Milliarden Yen entstand durch die Fusion. Das Kapital beträgt nach dieser Kapitalerhöhung 139,363 Mrd. Yen. Das Unternehmen firmierte weiter als DDI mit KDDI als Kernmarke.
Ebenfalls 2000 erfolgte die Gründung von „Telehouse Seoul“ und „Telehouse Hong Kong“ sowie die Fusion der sieben CELLULAR Tochtergesellschaften in die heute noch existierende au Corporation.
Zum 31. März 2001 wurde die Umwandlung der au CORPORATION in eine 100%ige Tochtergesellschaft der KDDI CORPORATION durch Aktientausch vollzogen. Das Umtauschverhältnis wurde auf eine Aktie der KDDI CORPORATION für 2,015 Aktien der au CORPORATION festgelegt. Das Kapital wurde durch den Umtausch um 2,488 Milliarden Yen erhöht. Das Kapital beträgt nach dieser Kapitalerhöhung 141,851 Mrd. Yen. Zum April 2001 wurde DDI in KDDI umbenannt. Auch verschmolzen au mit KDDI.
Ebenfalls im Jahr 2001 expandierte KDDI mit der Gründung von KDDI China (mit Hauptsitz in Peking). Einführung des weltweit ersten internationalen IP-VPN-Dienstes für Unternehmen. Die später übernommene Poweredcom entsteht als Zusammenschluss der Telekommunikationsdienste mehrerer regionaler Telekommunikationsunternehmen, darunter TTNet, Osaka Media Port (OMP) und Chubu Telecommunications Co. (CTC).
Im März 2002 wird das GPS-Hany als erstes Mobiltelefon mit einem „elektrischen Kompass“ auf den Markt gebracht. Die Ausstattung von Mobiltelefonen mit einem Kompass ermöglichte eine Bildschirmanzeige, die wie ein Navigationsgerät im Auto funktioniert und die Karte automatisch rotieren lässt, so dass die Bewegungsrichtung bei der Anzeige einer Karte während der Fahrt immer am oberen Rand des Bildschirms ausgerichtet ist.
Das DDI-Taschentelefongeschäft wurde im Oktober 2004 an die Carlyle Group und Kyocera übertragen.
Im Herbst 2005 gab KDDI die Übernahme von Poweredcom (ehemals Tochter der Tokyo Electric Power) bekannt, welche im Frühjahr 2006 vollzogen wurde. Dadurch stärke sich KDDI im Internet-basierten Telefonangebot. Ebenfalls 2006 übernahm KDDI noch Anteile an der Japan Cablenet Holding von Secom und Marubeni.
Im Markt für optische Netzwerke bemüht sich KDDI, seinen Anteil auszubauen und den ehemaligen Monopolisten NTT anzugreifen und kündigte für den 1. April 2008 die Übernahme des Glasfasergeschäfts von Chūbu Denryoku für rund 28 Milliarden Yen an.
Im Juni 2008 gab KDDI in Zusammenarbeit mit der The Bank of Tokyo-Mitsubishi UFJ bekannt, eine Banklizenz erhalten zu haben und als Joint Venture die Jibun Bank bzw. „me bank“ zu gründen (heute au Jibun Bank).
2009 Anlandung des transpazifischen Glasfaserkabelsystems UNITY in Japan (UNITY nahm 2010 den Betrieb auf).
In 2010 wurde eine Planungsgesellschaft für die Lieferung von elektronischen Büchern (jetzt booklista) mit Sony, Toppan Printing und The Asahi Shimbun Co gegründet.
2011 Februar KDDI Matomete Office Corporation wird gegründet. Auch 2011 übernahm KDDI für 165 Mio. US-$ das im Jahr 2000 gegründete koreanische Full-Service-Content-Delivery-Network-Unternehmen CDNetworks, das im Jahr 2010 einen Umsatz von 99 Mio. US-$ erzielte. Daneben wurde au Insurance, eine von KDDI und Aioi Nissay Dowa Insurance gemeinsam gegründete allgemeine Versicherung auf Mobiltelefonbasis ins Leben gerufen. Im Oktober begann der Verkauf des „iPhone 4S“ (hergestellt von Apple Inc.).
2012 Start der kürzesten Verbindung zwischen Japan und Europa mit RJCN (Russia-Japan Cable Network) und Transit Europa-Asien (TEA).
Im Jahr 2014 fand der Abschluss einer Vereinbarung und Aufnahme der gemeinsamen Geschäftstätigkeit mit Myanma Posts and Telecommunications (MPT) statt. Im gleichen Jahr gelang auch eine Vereinbarung über den gemeinsamen Bau von „FASTER“, einem neuen transpazifischen Kabel zwischen Japan und den USA.
2016: Der Stromversorgungsdienst „au Denki“ wird eingeführt. Auch baut KDDI das Angebot aus, indem der Finanzdienst „au Insurance & Loans“ eingeführt wird.
Im Januar 2017 wurde das Unternehmen BIGLOBE Inc. übernommen.
2018 wurde der IoT-Kommunikationsdienst „KDDI IoT Connect LPWA“ eingeführt. Im September eröffnete „KDDI DIGITAL GATE“, ein Standort für die Entwicklung digitaler Unternehmen in Tokio (Toranomon).

## Anteilseigner (Stand: 31. März 2024)
(Quelle: )
- Streubesitz 48,82 %
- Kyocera 16,08 %
- Master Trust Bank of Japan 16,03 %
- Toyota Motor 12,14 %
- Custody Bank of Japan, Ltd. (Trust Account) 6,93 %